# سكر نبات

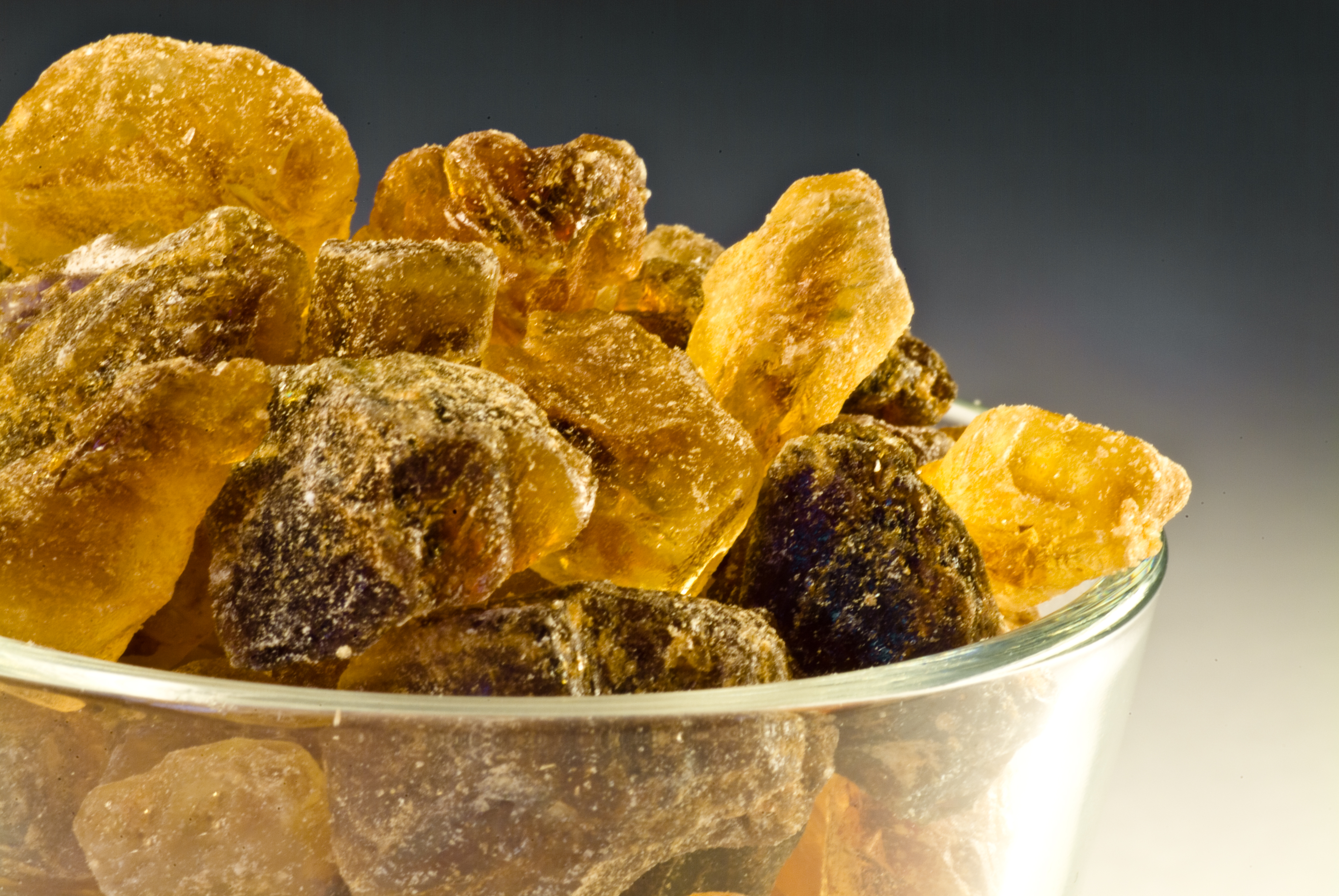
سكر نبات بني.

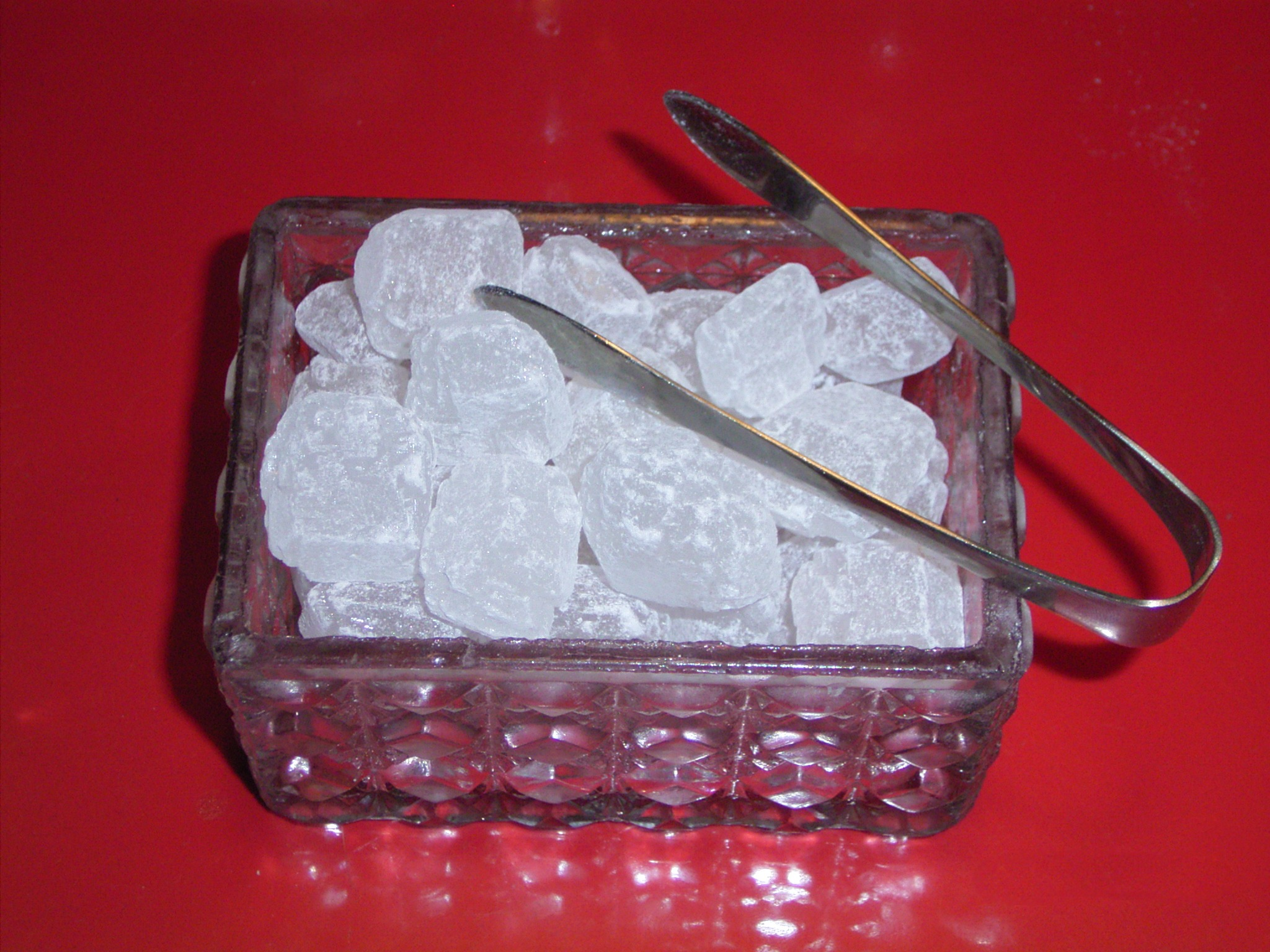
سكر نبات متبلور على شكل مكعبات.

سكر نبات تتكون من بلورات سكر كبيرة نسبياً. تُصنع هذه السكاكر عبر ترك محلول فائق التشبع من السكر والماء حتى تتبلور على سطح مناسب لحدوث التنوي البلوري. إن تسخين الماء قبل إضافة السكر يسمح بانحلال مقدار أكبر من السكر ما يعطي بلورات أكبر حجماً. تتشكل البلورات بعد 6 إلى 7 أيام. كما يمكن إضافة ملونات ومنكهات غذائية إلى الخليط.

## التعريف
سكر النبات هو عبارة عن كتل بلورية صافية وقاسية توضع في الفم لتذوب، تحلى به بعض المشروبات والمأكولات، وله نفس فوائد العسل في بعض الأحيان، لذلك يطلق عليه البعض اسم «ابن خال العسل» من حيث الطعم، أما من حيث الشكل فالبعض يشبهه بالماس.

## الصناعة
يصنع من عصير نبات قصب السكر أو «الشمندر السكري»، وكانوا في الماضي يطلقون عليه اسم أعجمي «الطبر زذ»،[من؟] أما الآن فيطلق عليه اسم «سكر النبات» اشتقاقاً من عملية استخراجه وطعمه الحلو، وبالنسبة لطريقة تحضيره فهو يمر بعدة مراحل تبدأ بإستخلاص السكر من عصير نبات قصب السكر، إذ يحضر بعد ذلك مقدار خمسة كيلو غرامات من السكر المذكور، ثم يذوب في ليترين ونصف من الماء النقي، ثم يغلى السكر مع الماء مدة ربع ساعة يتم خلالها إضافة بياض بيضتين، بعدذلك يتم تحريك هذا المزيج حتى تطفو عليه رغوة يتم إزالتها فنلاحظ بياض وبريق السائل الذي نغليه، ثم يترك (تحت النار) بعد ذلك حتى يتكثّف عندها يضاف إليه مقدار قليل من «ملح الطرطير» أو ما يسمى عند العطارين «طرطرات الصود»، ثم يضاف إليه مقدار خمسة غرامات من «بنزوات الصوديم» (وهي المادة التي توضع على المياه الغازية كمادة حافظة) وتحرك جيداً وتقلب على النار إلى أن يتجانس لون الماء الذي يغلي، وفي المرحلة الأخيرة بعد إطفاء النار تحته، يغطى القدر بغطاء خاص من الخشب المثقب من أجل إدخال عيدان في هذه الثقوب، في حين يغّمس البعض خيوط قطنية سميكة مدة 15 يوم إلى أن يجمد السائل على الخيوط أو العيدان التي وضعت، وبعد رفع الغطاء عن القدر يبدأ «السكر النبات» الذي جمد بالتكسر بسبب تعريضه للهواء، أما الباقي على العيدان أو الخيوط فهو الأكثر صلابة وجودة وغلاء في الثمن، لذلك تباع قطع سكر النبات المتكسر بسعر أقل من قطع العيدان أو الخيوط.